# Compagnie des bauxites de Guinée
Pour les articles homonymes, voir CBG.
La Compagnie des bauxites de Guinée (CBG) est une entreprise guinéenne du secteur minier. Depuis 1963, elle exploite l'important gisement de bauxite de Sangarédi, dans la région de Boké, en Guinée.
La Guinée est le 2e producteur mondial de bauxite, mais le pays possède les plus grandes réserves du minerai, dont les estimations s'élèvent à 25 milliards de tonnes, soit la moitié des réserves mondiales.

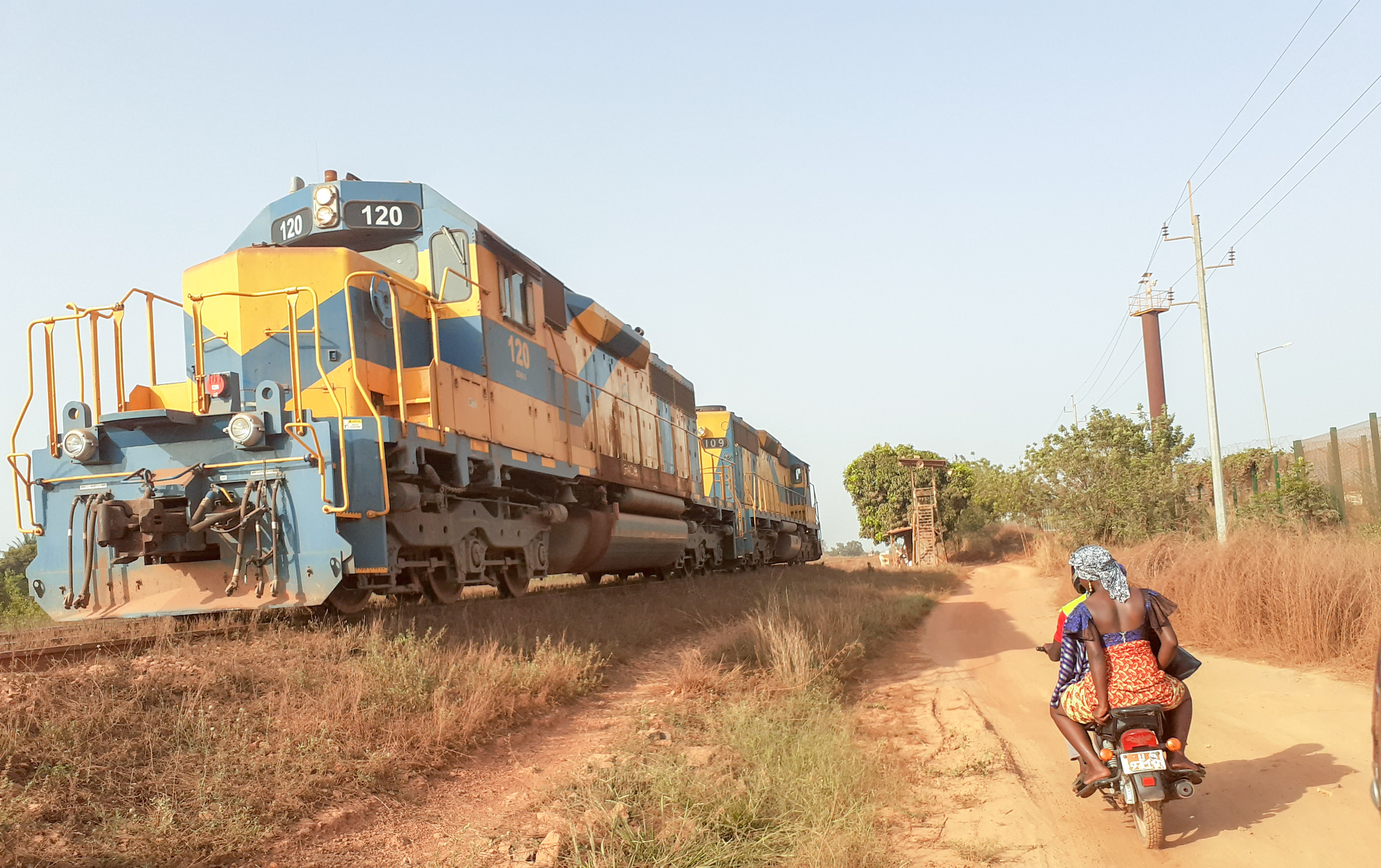
Locomotive de la CBG.

## Histoire

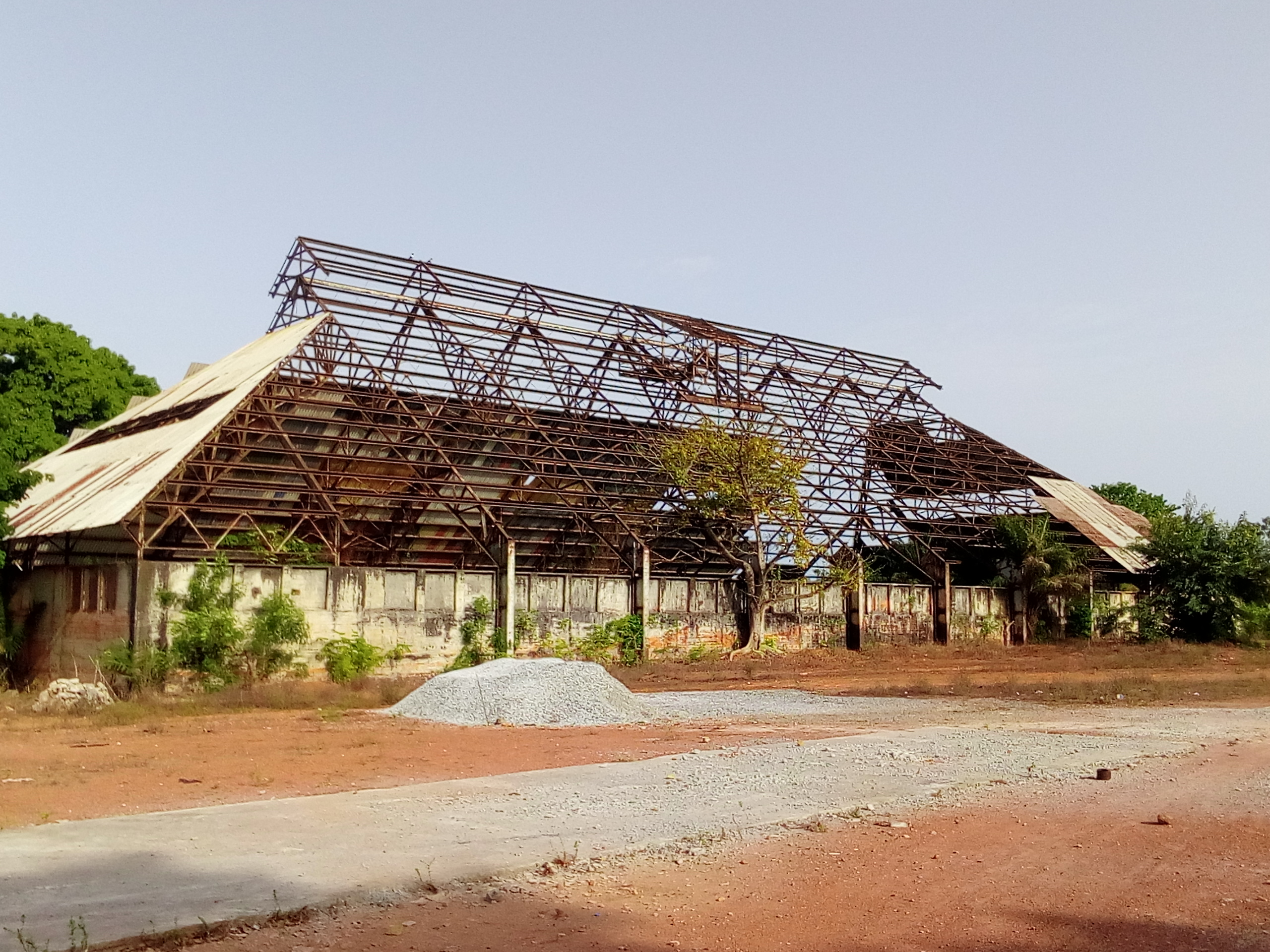
Première usine des Bauxites du Midi en Guinée.

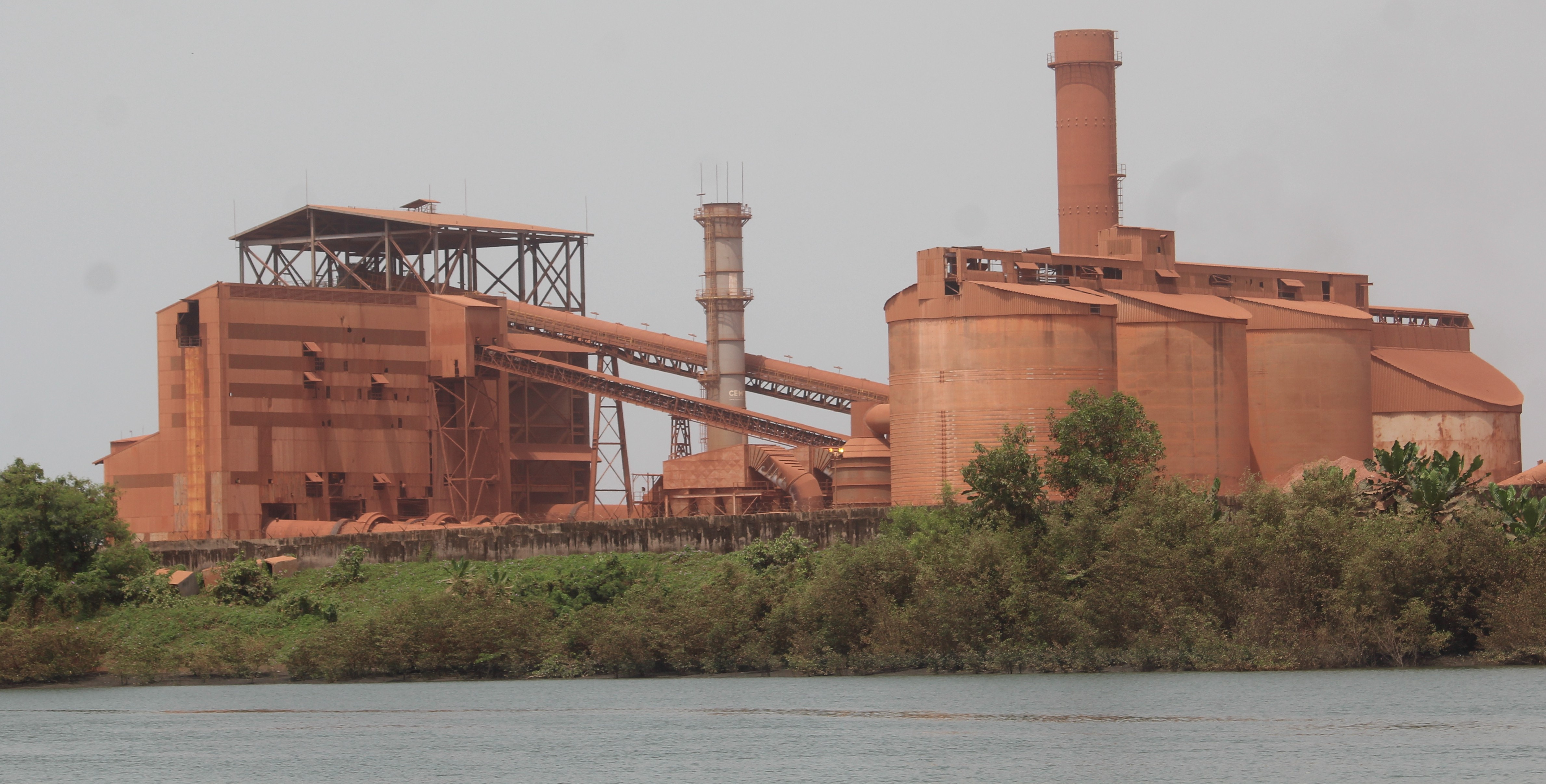
La CBG à Kamsar.

La République de Guinée possède le tiers des meilleures réserves mondiales de bauxite, soit environ 20 milliards de tonnes, avec une haute teneur (45-62 %) d'alumine et un bas contenu de silice (0,8-2 %). Bien qu'au deuxième rang derrière l'Australie en termes de production, elle est en 1993 le premier exportateur mondial de cette ressource, en ayant profité de la relocalisation dans l'industrie mondiale de l'aluminium dans les années 1970, qui voit après le triplement de la production mondiale d'aluminium entre 1950 et 1960 puis un doublement lors de la décennie suivante, une forte concentration autour de six compagnies (Alcan, Alcoa, Reynolds, Kaiser, Pechiney Ugine Kuhlman et Alusuisse) et une forte intégration verticale, faisant qu'en 1979, les membres de l'Association des pays producteurs de bauxite fournissaient 75 % de la bauxite mais seulement 4,5 % de l'aluminium.
Le pays a attiré très tôt les prospecteurs. Bauxites du Midi, fondée en 1912 à Paris, a commencé des travaux d'exploitation sur l'île de Tamara en 1937, précédés d'une campagne de prospection en 1936-1937. Le 24 juillet 1948, vingt permis de recherche lui sont accordés. Elle découvre que les gisements de bauxite de Guinée sont constitués en amas de surface entièrement exploitables, en carrières et par gros tonnages. Bauxites du Midi s'associe à la société canadienne « Aluminium Laboratories Limited », qui avance les fonds et le matériel nécessaires à l'équipement des gisements de Guinée, et s'engage en outre à mettre à la disposition les techniciens nécessaires au montage de l'usine d'enrichissement de Kassa. En 1948 et 1950 la bauxite guinéenne des îles de Loos est expédiée en petites quantités vers les alumineries Alcan du Saguenay-Lac-Saint-Jean au Québec, mais en novembre 1966, c'est l'épuisement, comme prévu, du gisement malgré la nationalisation.
Sous la conduite de Pierre Jochyms chef du service des mines, la planification de la mise en valeur d’importants gisements de bauxite (à Kassa, Boké, et Fria) de minerai de fer (presqu'île de Kaloum et chaine Nimba-Simandou), d’or et de diamant était en cours. Le potentiel hydroélectrique exceptionnel du bassin de Konkouré avait déjà été identifié et deux grands barrages étaient à l'étude (Grandes Chutes et Souapiti)
La CBG effectue ses premiers forages en janvier 1955, puis les suspend un an plus tard. Pechiney Ugine lance alors un projet important en 1957, sur le site de Fria. Des études sont entreprises sur le projet hydroélectrique du Konkouré, à l'est de Fria, mais à l'issue du référendum du 28 septembre 1958, elles ont été gardées secrètes par la puissance coloniale.
En novembre 1961, le gouvernement prend possession des sites de Kassa et de Boké à cause du non-respect de l'engagement qu'avaient pris les Bauxites du Midi (une filiale à 100 % d'Alcan) de transformer localement la bauxite en alumine à partir de 1964. En 1962, la Guinée est admise à la Banque mondiale et la CBG reprend ses forages le 1er octobre 1963 sous la bannière de l'entreprise Compagnie des bauxites de Guinée, détenue à 49 % par l'État guinéen, et à 51 % par la Harvey Aluminium of Delaware.
Les exportations de bauxite démarrent en 1973. Le premier navire chargé de la bauxite guinéenne quitte le port de Kamsar le 2 août 1973 avec 19 000 tonnes de minerai à son bord. Dans les années 1970, la part de l'Afrique dans la production mondiale de bauxite triple.
En 1965, l’Office d’aménagement de Boké (OFAB) est créé pour construire et gérer les infrastructures de la CBG.
En 1967, la participation de la Harvey Aluminium of Delaware se divise en plusieurs acteurs du secteur minier : Alcan prend 33 %, Alcoa 27 %, Martin Marietta 14 %, Péchiney 10 %, et Montecani 6 %. À la fin des années 1970, Fria exporte annuellement plus de 600 000 tonnes d'alumine, dont une partie vers les installations de Pechiney à Edea au Cameroun, avec deux grands actionnaires étrangers : Noranda (Canada) 38,5 % et Pechiney Ugine Kuhlman (France) 36,5 %.
Parallèlement, le site de Débélé dans la région de la mine de Kindia est mis en valeur dès 1974, après un accord de novembre 1969, par un projet conjoint à l'Union soviétique et au gouvernement guinéen, qui établit le prix du minerai et précise que l'État guinéen est propriétaire à 100 % du capital, l'Union soviétique assurant l'achat de 90 % du minerai. Les exportations passent de plus de 2 millions de tonnes en 1974 à plus de 3 millions en 1988.
Sur le site de Boké, les quantités exportées évoluent d'environ 5 millions de tonnes en 1975 à 11 millions en 1990.
Le projet d'Ayèkoyé, signé en juillet 1976, aurait permis la production annuelle de 9 millions de tonnes de bauxite de très haute teneur, également dans la région de Boké. Il crée la Société guinéo-arabe d'Alumine dans laquelle le gouvernement guinéen détient 50 % des actions en association avec l'Arabie Saoudite, l'Égypte, l'Irak, le Koweït, la Libye et les Émirats arabes unis. Mais l'industrie se détournant de l'implantation d'alumineries dans les pays du Tiers-Monde, le projet sera abandonné.
Société mixte le jour de sa création, la CBG acquiert le statut de société anonyme en juin 1999.
De 2001 à 2005, la production du minerai passe de 12,2 millions de tonnes à 14 millions, dont une grande majorité qui provient de la mine de Kamsar.
En novembre 2012, la CBG signe un accord historique avec la Mubadala Development Company pour approvisionner les Émirats arabes unis en bauxite.
En décembre 2013, Namory Condé, alors directeur régional de BHP Billiton, est nommé directeur général de la CBG.

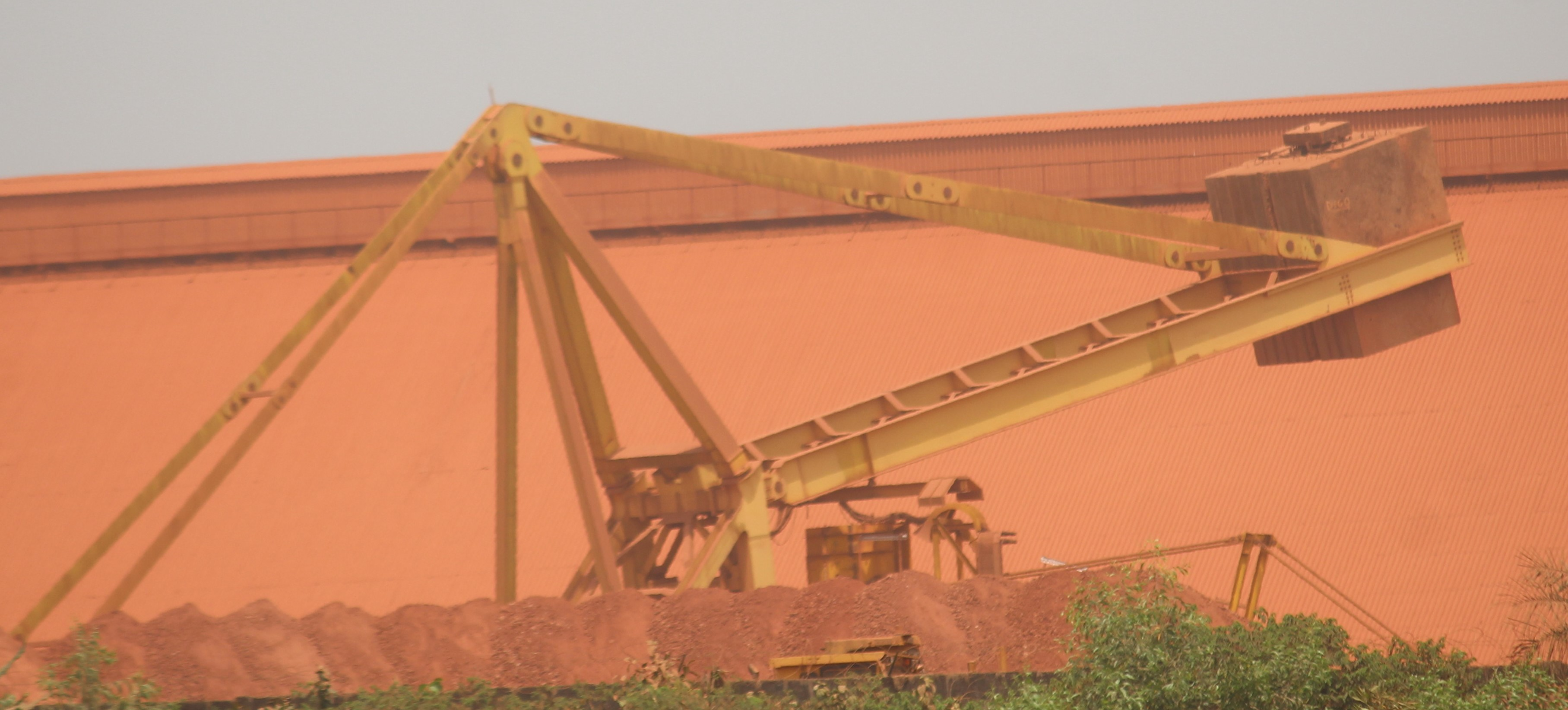

Entre 2013 et 2014, et malgré le passage ravageur de la maladie à virus Ebola en Afrique de l'Ouest, la production des complexes de la CBG est passée de 13,5 millions à 15,2 millions, et l'entreprise vise une capacité de production de 22,5 millions de tonnes d'ici 2018. Un investissement de 1 milliard $ est annoncé en mai 2015 pour atteindre les objectifs fixés à 2018, et pour atteindre 40 millions de tonnes en 2024.

## Activité

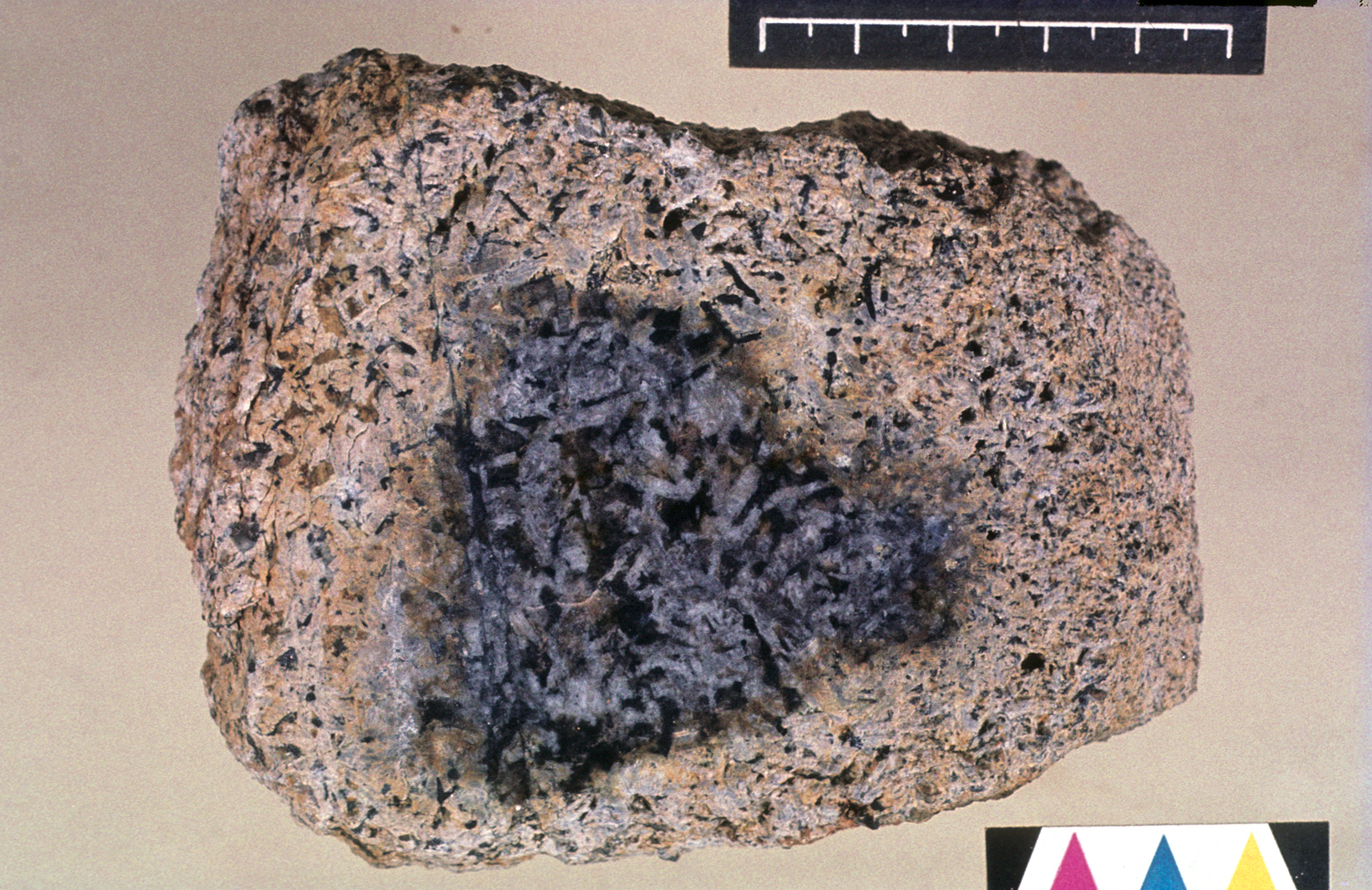
Bauxite dans une roche, Kassa, Guinée

Le minerai, réputé d'excellente qualité grâce à sa teneur de 60 % en alumine, est acheminé par chemin de fer vers le port de Kamsar. Le sol du pays guinéen possède 300 millions de tonnes de bauxite, de quoi assurer une production pendant au moins 25 ans.
Si la CBG est vitale pour l'économie de la région et du pays, elle est également accusée d'être à l'origine de nombreuses pollutions - poussières toxiques et déversement de mazout dans la mer - et ce, malgré un investissement de 17 millions pour réduire de 80 % les émanations de poussière en 2005.
La CBG exploite les mines de Sangarédi, de Bidikoum, de Silidara, et celles de N’Dangara. La bauxite est destinée à l'exportation, et principalement à l'Amérique du Nord, l'Europe, et la Chine.

### Projet d'extension de la compagnie
En 2014,la CBG entreprend son programme d’extension :
En passent de 15 à 18, 5 millions de tonnes par an
Augmentent la production à 25 millions de tonnes par an
Accroitre la production de 28,5 millions de tonnes par an après son record de 2014 de 15 millions de tonnes sous kemoko toure.
Pour financer ce projet, la Compagnie des Bauxites de Guinée a obtenu un prêt des plus grandes institutions financières internationales dont IFC, OPIC et UFK.
Le Projet d’Extension de la CBG lui permettra d’augmenter les capacités de production de la Mine, du Chemin de Fer, de l’Usine de traitement, du Port, des centrales électriques, de générer des emplois et d’accroitre les revenus de l’État guinéen.

## Direction

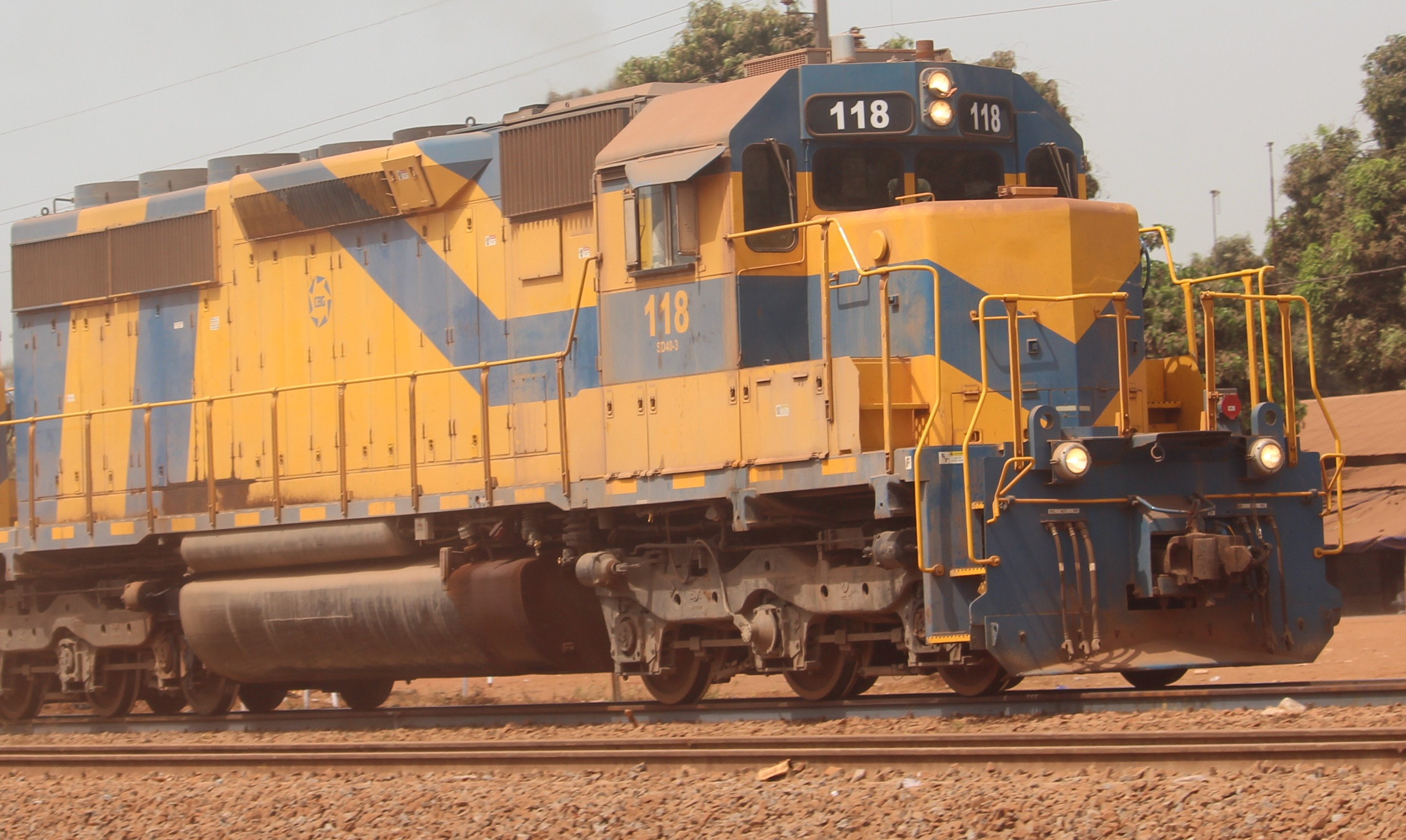
Locomotive de la CBG

L'État guinéen détient 49 % des parts de la société, le reste appartenant au consortium Halco Mining créé par la société américaine Alcoa et la société canadienne Alcan.

## Sport
À part le stade de l'amitié de Kamsar, la CBG a construit le terrain de gazon qui accueille plusieurs disciplines sportives (basketball, handball, tennis, football, etc.). C'est un centre de loisirs pour les habitants de Kamsar lors des fêtes.